# بوکه (فیلم)
بوکه یک فیلم درام و علمی تخیلی ساخت سال ۲۰۱۷ است که توسط جفری اورتواین و اندرو سالیوان نوشته و کارگردانی شده‌است. در این فیلم مایکا مونرو و مت اولری نقش دو توریست آمریکایی را ایفا می‌کنند که برای گذراندن تعطیلات به ایسلند آمده‌اند اما به ناگاه و به شکلی رمزآلود تمامی افراد جزیره ناپدید می‌شوند.
بوکه در واقع بهترین نقطه خارج از فوکوس در عکاسی است که در مات‌ترین و شاعرانه‌ترین حالت ممکن به دنبال تصاویر خیره کننده می‌گردد. 

## خلاصه داستان
جنای و رایلی راهی ایسلند می‌شوند و چند جاذبهٔ توریستی را از نزدیک مشاهده می‌کنند. رایلی دوربین رولایفلکس قدیمی پدرش را همراه با چند فیلم با خود به همراه آورده. وقتی جنای از او می‌پرسد چرا اجازه نمی‌دهد که یک دوربین دیجیتال نو برای او بگیرد در جواب به او می‌گوید که ترجیح می‌دهد تا نقص‌های در لحظه را به تصویر بکشد تا اینکه با کامپیوتر تمامی عیب‌ها را از بین ببرد. پس از اینکه آنها پس از بازدید یک کلیسا به هتل برمیگردند جنای به صورت تصادفی در دل شب از خواب برمی‌خیزد و از لابه لای پنجره به بیرون نگاه می‌کند و همین که محو زیبایی خیره کننده شفق قطبی می‌شود برق عجیبی از نورهای شمالی از دوردست تمام منطقه را دربرمی گیرد.
چند ساعت بعد رایلی جنای را از خواب بیدار می‌کند تا صبحانه بخورند اما همین که پایشان را از اتاق بیرون می‌گذارند چیزهای عجیبی می‌بینند. شهر خالی به نظر می‌رسد. هر چی می‌گردند اثری از هیچ‌کس پیدا نمی‌کنند. حتی هیچ‌کس جواب تلفن آن‌ها را نمی‌دهد. جنای چند بار تلاش می‌کند که با مادرش در آمریکا تماس برقرار کند. سر راه به ماشین‌های روشنی برمی‌خورند که صاحبی ندارد. برق و آب همچنان در دسترس هستند اما اندکی بعد سیگنال شبکه‌های تلویزیونی نیز قطع می‌شوند. پس از بازگشت به هتل متوجه می‌شوند که هیچ وب سایتی از دیروز به روز رسانی نشده‌است.
رایلی خوش بین به ماجرا نگاه می‌کند. به شکلی که انگار هیچ اتفاقی نیفتاده. هر دوی آنها به مراکز خرید می‌روند و با دو ماشین پر از خرید بر می‌گردند و خانه ای را به صورت تصادفی برای ادامه راه انتخاب می‌کنند. رایلی بیشتر وقت خود را صرف عکاسی از جنای در مناظر شگفت‌انگیز ایسلند می‌کند. در حالیکه جنای پس از گذراندن چند روز عادی و دل‌انگیز در حال غرق شدن در افسردگی عمیقی است. دلش برای خانه و زندگی قبلی اش تنگ شده و عصبی به نظر می‌رسد. وقتی رایلی به صورت اتفاقی به زمین‌می‌خورد و زخمی سطحی برمی‌دارد او را تحت فشار قرار می‌دهد که نباید از این به بعد خود را به خطر بیندازد.
جنای در حال و روز خوشی نیست پس رایلی سعی می‌کند تا او را برای بازدید از لاشهٔ هواپیمایی که پیش از این یکی از جاذبه‌های توریستی ایسلند بود ببرد اما جنای با دیدن لاشهٔ متروکه هواپیما به یاد دنیای در حال مرگ خودشان می‌افتد. پس از مدتی رایلی برای بهتر کردن اوضاع پیشنهاد می‌دهد از شهر خارج شوند و اطراف را بگردند. بعد از اینکه یک کابین را پیدا می‌کنند به یک پیرمرد ایسلندی در حال مرگ می‌رسند. نیلز به خاطر کمبود آب و مواد غذایی وضع مطلوبی ندارد. رایلی ابتدا با دیدن یک بازمانده خوشحال می‌شود اما کمی بعد با دیدن روحیه ناامیدانه نیلز دلخور می‌شود. در دل شب نیلز برای جنای از داستان زندگی خودش می‌گوید. اینکه وقتی جوان بود برای کسب درآمد از ماهیگیری برای مدتی چند از خانواده اش دور ماند و همین که برگشت همه چیز عوض شده بود و برای تغییر اوضاع هم تلاشی نکرده چرا که اعتقاد داشته نمی‌توان بر خلاف خواسته خداوند عمل کرد.
صبح روز بعد نیلز از دنیا می‌رود در حالیکه این ملاقات کوتاه تأثیر زیادی بر روی جنای گذاشت. رایلی پس از آن که سعی کرد نیلز را به خاک بسپارد حال آشفتهٔ جنای دوباره فوران کرد. پس از آن جنای خودسرانه به شهر برگشت و یک به یک خانه‌ها را به امید یافتن بازمانده گشت و علامت گذاری کرد. رایلی چند بار سعی کرد او را متقاعد کند که به جای کارهای بیهوده با هم برای ساختن زندگی جدیدشان تلاش کنند چون به نظر رایلی جوابی غیرمنتظره دربارهٔ این وضعیت انتظارشان را نمی‌کشید. روحیهٔ شکنندهٔ جنای اما وقتی به مرحلهٔ نهایی رسید که با امید زیاد برای بازکردن ایمیلی که به دستش رسیده بود مواجه شد و به جای خبر رسیدن از دوستان و نزدیکانش ایمیلی از خود رایلی دریافت کرد که از دیدن آبشارهای ایسلند در فصل جدید هیجان زده به نظر می‌رسید.
هر چه رایلی با دوربین کهنه خود سرمست از کشف جاذبه‌های جزیره بود و همه چیز را یک فرصت تازه می‌دید جنای اما نمی‌توانست این مکان را خانهٔ خود بنامد. روز آخر رایلی پس از تلاش‌های بسیار بدن بی جان جنای را در همان استخر آب گرمی که چندی پیش خودشان پیدا کرده بودند پیدا می‌کند. رایلی که تمام تلاش‌های خود برای ساختن خانه ای جدید با آب پاکیزه و برق کافی را بی فایده می‌بیند به خودکشی نافرجامی دست می‌زند و سپس با اندوه فراوان راهی جاده می‌شود.

## بازیگران
- مایکا مونرو در نقش جنای دوست دختر رایلی
- مت اولری در نقش رایلی دوست پسر جنای
- آرنار یوناسون در نقش نیلز پیرمرد که به خارج از شهر رفته بود
- گونار هلگاسون در نقش ایوار کشیش کلیسا قدیمی